# Іванов Василь Іванович (депутат ВР СРСР)
Василь Іванович Іванов (1905, село Молвотиці Новгородської губернії, тепер Марьовського району Новгородської області, Російська Федерація — жовтень 1989) — радянський діяч, заступник голови Ради міністрів Російської РФСР, голова Іркутського облвиконкому та Хабаровського крайвиконкому, надзвичайний та повноважний посол СРСР у КНДР та Албанії. Депутат Верховної ради СРСР 2—3-го скликань. Депутат Верховної ради РРФСР 4-го скликання.

## Біографія
Народився в селянській родині. У 1923 році закінчив Молвотицьку школу ІІ ступеня. З 1923 до 1924 року навчався в Староруському педагогічному технікумі.
У 1924—1929 роках — викладач суспільствознавства Молвотицької повітової школи колгоспної молоді Ленінградської губернії (області).
Член ВКП(б) з 1928 року.
У 1929—1932 роках — студент Ленінградського державного педагогічного інституту імені Герцена.
У 1932—1934 роках — викладач політичної економії Ленінградського відділення заочного навчання партійного активу при ЦК ВКП(б).
У 1934—1936 роках — аспірант Ленінградського планового інституту. У 1936 році — завідувач культурно-пропагандистського відділу комітету ВКП(б) Ленінградського планового інституту.
У 1936 — серпні 1937 року — інструктор Приморського районного комітету ВКП(б) міста Ленінграда.
У серпні 1937 — квітні 1939 року — завідувач відділу партійної пропаганди та агітації Іркутського міського комітету ВКП(б); 3-й секретар Іркутського міського комітету ВКП(б).
У квітні 1939 — березні 1940 року — 2-й секретар Іркутського міського комітету ВКП(б).
У березні 1940 — квітні 1943 року — 3-й секретар Іркутського обласного комітету ВКП(б).
9 квітня 1943 — серпень 1944 року — 2-й секретар Іркутського обласного комітету ВКП(б).
У серпні 1944 — 19 листопада 1947 року — голова виконавчого комітету Іркутської обласної ради депутатів трудящих.
У вересні 1947 — липні 1949 року — інструктор ЦК ВКП(б).
7 липня 1949 — 3 березня 1953 року — голова виконавчого комітету Хабаровської крайової ради депутатів трудящих.
17 січня 1953 — 10 червня 1955 року — заступник голови Ради міністрів Російської РФСР.
15 червня 1955 — 22 лютого 1957 року — надзвичайний та повноважний посол СРСР у Корейській Народно-Демократичній Республіці.
7 березня 1957 — 24 листопада 1960 року — надзвичайний та повноважний посол СРСР в Албанії.
З листопада 1960 року — на відповідальній роботі у Міністерстві закордонних справ СРСР. У 1965—1974 роках — начальник Управління з обслуговування дипломатичного корпусу МЗС СРСР.
Потім — персональний пенсіонер.
Помер у жовтні 1989 року.

## Нагороди
- три ордени Трудового Червоного Прапора (14.06.1955)
- медалі